# Лонер A
Лонер A или Лонер 111.04 је једноседи аустроугарски ловачки авион. Авион је први пут полетео 1917. године. 

Због слабих летних особина и лоше видљивости из кабине није уведен у производњу.
Распон крила авиона је био 8,80 метара, а дужина трупа 6,35 метара. Био је наоружан са два митраљеза.

## Наоружање
| Наоружање авиона: Лонер        |   |
| Ватрено (стрељачко) наоружање  |   |
| Топ                            |   |
| Митраљез                       |   |
| Број и ознака митраљеза        | 2 |
| Бомбардерско наоружање (бомбе) |   |
| Ракетно наоружање (ракете)     |   |